# El turno de la risa
El Turno de la Risa fue un reality show de comedia costarricense producido por Televisora de Costa Rica, Teletica, Canal 7.

## Primera temporada (2008)

### Concepto
El Turno de la Risa es un programa para reír y divertirse con diferentes concursantes que presentan una dinámica de chistes cada programa, además en el programa se incluyen notas curiosas y divertidas como también hay comediantes nacionales e internacionales así como grupos musicales invitados. El programa es en vivo y es trasmitido desde varios lugares. La primera temporada finalizó en agosto del 2008. Era trasmitido todos los sábados a partir de las 7 p. m. con cambios de horario para los lugares que sintonizan la señal internacional de Teletica.

### Trama
En el programa se debatirán 7 concursantes fijos y 3 retadores que intentaran destronar a alguno de los concursantes, mediante una dinámica de chistes. En un lapso de 5 minutos los participantes deben contar sus chistes, dando inicio al sonar del silbato del trencito de Teletica y terminar cuando el canto del “Cucú” resuene.
Así con la adrenalina al máximo, nervios y ansias los participantes arrancan carcajadas, aunque a veces forzosamente entre el público, las cuales en ocasiones son respaldadas por el jurado en sus calificaciones bien variadas.

### Premios
- Primer lugar: 1 millón de colones, además un contrato millonario para ser humorista de El Chinamo.
- Segundo lugar: 500 mil colones, además un contrato millonario para ser humorista de El Chinamo.
- Tercer lugar: 250 mil colones, además un contrato millonario para ser humorista de El Chinamo.

### Conductores
- Carlos Álvarez: ha trabajado como locutor durante muchos años, también ha sido la voz en off del programa El Chinamo. Participó en Bailando por un sueño.
- Marilyn Gamboa: presentadora, modelo, actriz, participó en Cantando por un Sueño y también es conductora de "El Chinamo". Es presentadora del programa 7 Estrellas.
- La Meserita: es Nancy Montero, una famosa modelo, es la encargada de deleitar al público e informarnos sobre diferentes productos.

### Jurado
Los jueces emitirán una calificación de 1 a 10. Además el juez Giovanni Linares es encargado del Voto Millonario, este último será revelado hasta el final del programa.
- Alonso Acosta es productor además incursionó en diversos formatos que incluyen premiados reportajes, certámenes de belleza, cobertura de elecciones presidenciales, programas de opinión juveniles, de variedades, entre otros. Ha trabajado como productor en programas legendarios como "NC 4", "En la mira", "Hola Juventud", "103 TV" y recientemente "En Vivo" y "El Chinamo". De este último ha fungido como productor desde que se concibió hace ya 7 años.

- Thelma Darkins: tiene gran experiencia actuando en cine, teatro y televisión. También practica la danza de manera profesional. Durante la década de los ochenta formó parte del programa "La dulce vida" con Lucho Ramírez, realizó programas para la cadena mexicana Televisa y actualmente forma parte del grupo artístico "Metamorfosis".En cine actuó en la película "El rey del Cha Cha Cha" con el actor mexicano Damián Alcázar.

- Giovanni Linares: ha participando como actor en más de 35 obras. Se desempeña en el campo de la producción tanto para agencias de publicidad como para su empresa teatral "Los Atómicos". Durante todo este tiempo ha interpretado papeles para varias series televisivas en diferentes canales, como: "Caras Vemos", "EL Chinamo" con las Cámaras Indiscretas y Chinaokes, Paparazzi de "7 Estrellas" y el programa "En Vivo".

- Manuela: una mano quien recibe el sobre con el puntaje que será develado al final del programa. Está enamorada del juez Giovanni Linares por lo cual siempre está seduciéndolo con diferentes vestuarios.

### Secciones
- El Timbrazo: en esta parte del programa el público en casa tiene la oportunidad de ganar 100 mil colones, llamando al programa y contando un chiste, si recibe suficientes aplausos del público asistente será merecedor del premio.

- Recorriendo Costa Rica con Toyota: sección en la cual se muestran diferentes notas curiosas y divertidas de diversas localidades del país.

- El Chiste Red: en el que algún farandulero cuenta un chiste.

- El chiste solo bueno: en esta parte se premia con 300 mil colones al mejor chiste de la noche.

### Concursantes
| Participante            | Puesto    |
| ----------------------- | --------- |
| Álvaro Mora             | Ganador   |
| Rigoberto Jiménez       | Segundo   |
| Jeffrey López           | Tercero   |
| Bryan Campos            | Finalista |
| Walter Salas            | Finalista |
| Mauricio Artavia        | Finalista |
| Catalina Roldán         | Finalista |
| Kevin Solano            | Eliminado |
| José Rodríguez          | Eliminado |
| Eduardo Abel Villalobos | Eliminado |
| Jorge Elizondo          | Eliminado |
| Marvin Pereira          | Eliminado |
| Olman Murillo           | Eliminado |
| Adrián Salazar          | Eliminado |
| Luis Rodolfo Obregón    | Eliminado |
| Gerardo Villegas        | Eliminado |
| Dan Sevilla             | Eliminado |
| Jorge Arias             | Eliminado |
| Allan Hernández         | Eliminado |
| Álvaro Mora             | Eliminado |

## Segunda temporada (2009)

### Concepto
El Turno de la Risa es un programa para reír y divertirse con diferentes concursantes que presentan una dinámica de chistes cada programa, además en el programa se incluyen notas curiosas y divertidas como también hay comediantes nacionales e internacionales así como grupos musicales invitados. El programa es en vivo y es trasmitido desde varios lugares. Esta temporada inició el 5 de julio de 2009 y finalizó el 1 de agosto de 2009, era transmitido todos los sábadoa a partir de las 9 de la noche con cambios de horario para los países que sintonizan la señal internacional de Teletica.

### Mecánica
La mecánica del concurso cambio un poco con respecto a la primera temporada, en esta ocasión 7 concursantes en cada programa presentaran una dinámica de chistes de 3 minutos y serán calificados por el panel de 3 jueces, quienes brindarán una calificación de 1 a 10, al final de la noche se elegirá un primer lugar, un segundo lugar y un tercer lugar, estos tres concursantes clasificarán para el siguiente programa, si por alguna ocasión se diera un empate, los tres jueces tienen una paleta con un punto extra, ellos se lo darán al concursante que creen se desempeñó mejor. La mecánica continúa de la misma manera hasta llegar al último programa y obtener el ganador definitivo.

### Premios
Los premios son entregados en cada programa de la siguiente manera:
- Primer lugar: 1 millón de colones.
- Segundo lugar: 500 mil colones.
- Tercer lugar: 250 mil colones.

Los premios para la final fueron los siguientes:
- Primer lugar: 3 millones de colones.
- Segundo lugar: 2 millones de colones.
- Tercer lugar: 1 millón de colones.

### Conductores
- Carlos Álvarez: ha trabajado como locutor durante muchos años, también ha sido la voz en off del programa El Chinamo. Participó en Bailando por un sueño. Es el conductor principal del Chinamo.

- Marilyn Gamboa: presentadora, modelo, actriz, participó en Cantando por un Sueño y también es conductora de "El Chinamo". Es presentadora del programa 7 Estrellas. Tiene un programa de moda en Xpertv 33.

- Britney Yessenia (interpretada por Alejandra Protillo): es la nueva meserita, siempre viste con ropa extravagante y llamativa, vive en los Barrios del Sur y se ha casado 4 veces, también es madre de 4 niños. Busca el mayor sustento para su familia trabajando también en manicure a domicilio, y repostería.

### Jurado
Los jueces darán un puntuación de 1 a 10. En cada programa solo asisten tres de los siguientes, turnándose así en cada programa. Además uno de ellos será el encargado del voto oculto, que será revelado al finalizar el programa.
- Walter Pizarro (Interpretado por Erick): es el reportero del programa La Noticia Voladora, sketch de La Media Docena, recorre los pueblos más alejados en busca del suceso, aunque siempre encuentran a los mismos entrevistados en todos los lugares.

- El Chef Armando(interpretado por Mario Chacón) :El Chef Armando es una persona excesivamente seria que encuentra su único disfrute en la cocina, es callado, reservado y distante, gusta de la buena comida y de enseñar a prepararla, aunque invariablemente se termina el tiempo del programa, por lo que no puede preparar su receta.

- Alex Costa: humorista, actor en diferentes personajes cómicos, también se desempeña como productor, bailarín y coreógrafo. Fue coreógrafo en la primera y segunda temporada de Bailando por un Sueño. Fue juez en el concurso infantil Super Estrellas.

- Don Pedro (interpretado por Rodolfo Araya): es un personaje del programa humorístico La Pensión, él es un inquilino un poco amargado y gruñon, gusta de la ópera, la música clásica y es amante del buen vino, su amor es Doña Tere.

- Demasiado Honesto (interpretado por Daniel Moreno): es un personaje del show de La Media Docena, no puede vivir sin decir la verdad, por eso en ocasiones se pasa de honesto y se mete en problemas y en situaciones incómodas.

- El Porcionzón, Carlos Ramos: conocido comediante, ha trabajado como humorista en El Chinamo, también en los eventos especiales de fin de año como el Festival de la Luz, Los Toros y el Tope.

- Rony Durán (interpretado por Edgar Murillo): su forma de vestir es de los años 50. Es un gran matón y se siente aludido por cualquier cosa. Es por esto que protesta todo de manera exaltada, perdiendo la moderación y la calma. Es un personaje del programa La Media Docena.

- Chito Pitt (interpretado por José Kawas): tiene un tono de voz muy particular, además de un aire de inocencia, es joven y viste de forma muy extraña. Es un personaje del Manicomio de la Risa.

### Actores
- Alejandra Portillo (Britney Yessenia): conocida actriz costarricense, ha actuado en muchas obras costarricenses, es muy conocida por su personaje Azucena, en la serie La Pensión. Es la ganadora del premio 2009, como la mejor actriz costarricense.

- Rodolfo Araya (Don Pedro) : con más de 19 años de experiencia en actuación, en teatro ha actuado en más de 150 puestas en escena.

- Mario Chacón (El Chef Armando): fundó “La 1/2 docena”, donde se desempeña hasta la actualidad principalmente como escritor e intérprete de guiones, entre otras funciones. Durante el tiempo libre, también ha realizado locuciones comerciales para diferentes marcas.

- Daniel Moreno (Demasiado Honesto): es el presidente de La Media Docena, donde cumple el papel de guionista y actor, además es Mánager de algunos grupos nacionales.

- Edgar Murillo (Rony Durán): conocido comediante, se le conoce principalmente por sus personajes en el programa La Media Docena. También participó como famoso en Cantando por un Sueño.

- José Kawas (Chito Pitt): comediante del programa de radio El Manicomio de la Risa, además se ha desempeñado como humorista de los programas de Fin de Año de Teletica.

### Secciones
- Cápsulas: aquí se presentan defirentes notas turísticas, del lugar donde se está realizando el programa.

- La Limpiada de la Noche: al final de la noche se premiara al concursante con el mejor chiste.

- El que más ha gozado: se realizó en la final del Turno de la Risa se eligió a la persona que más había reído y disfrutado la noche, ganando una pantalla LCD de 32 pulgadas.

- La final del show de variedades: los ganadores de "El clon de Michael Jackson", "El Reto del Reggaeton" y "El Baile del Swing", volveron a concursar en la final para ser elegidos por el público y ganar 250 mil colones

- El Baile del Swing: este concurso se realizó en el cuarto programa, las parejas que mejor bailaban swing asistían al programa y la mejor se llevó 250 mil colones.

- El Reto del Reggaeton: este concurso se realizó en el tercer programa, en él Mauricio Hoffman, famoso ganador de Bailando por un Sueño 1, y Viviana Calderón, famosa ganadora de Bailando por un Sueño 2, retarán a todas las parejas que sepan bailar reguetón a asistir al programa y ver quién lo hace mejor.

- El clon de Michael Jackson: este concurso se realizó en el segundo programa en homenaje al Rey del Pop, en él podían asistir todas las personas que tuvieran un parecido con Michael Jackson, asistiendo vestidos igual que el cantante y realizando una corta presentación. El ganador se llevó 250 mil colones.

- El Vestido de Novia: este concurso se realizó en el primer programa, en él podían asistir todas las mujeres que aún conservaran su vestido de novia, así debían asistir al programa luciendo su vestido. La ganadora con el mejor vestido se llevaría 250 mil colones.

### Concursantes
| Programa | Participante      | Puesto        | Puesto Final  |
| -------- | ----------------- | ------------- | ------------- |
| 4        | Mauricio Artavia  | Primer lugar  | Ganador       |
| 4        | Luis Orlando Días | Segundo lugar | Segundo lugar |
| 4        | Michael Alvarado  | Tercer lugar  | Tercer lugar  |
| 2        | Willian Mora      | Segundo lugar | Eliminado     |
| 1        | Mauricio Cordero  | Segundo lugar | Eliminado     |
| 1        | Gabriel Bonilla   | Tercer lugar  | Eliminado     |

### Invitados
| Programa | Invitado de la Noche       | Comediante     |
| -------- | -------------------------- | -------------- |
| 1        | Gali Galeano               | El Porcionzón. |
| 2        | Mario Montes               | El Porcionzón. |
| 3        | Comando Tiburón / El Rucky | Gorgojo        |
| 4        | Los de la Bajura           | Álex Costa     |
| Final    | La Media Docena            | Álex Costa     |